# Fakirhat
Fakirhat är ett underdistrikt i Bangladesh. Det ligger i den södra delen av landet, 130 km sydväst om huvudstaden Dhaka.
Trakten runt Fakirhat består huvudsakligen av våtmarker. Runt Fakirhat är det mycket tätbefolkat, med 1 135 invånare per kvadratkilometer.